# Betta apollon
Betta apollon är en fiskart som beskrevs av Anton Karl Schindler och Schmidt 2006. Betta apollon ingår i släktet Betta och familjen Osphronemidae. Inga underarter finns listade.